# Katastrofa lotnicza w Jabłonowie
Katastrofa lotnicza w Jabłonowie – wypadek lotniczy samolotu transportowego Ił-76M, do którego doszło 24 stycznia 2024 we wsi Jabłonowo, 56 kilometrów od Biełgorodu w Rosji. Według oficjalnego stanowiska Rosji, w wyniku wypadku śmierć poniosły 74 osoby (68 pasażerów i 6 członków załogi) – wszystkie, które znajdowały się na pokładzie.
Wypadek wydarzył się na tle inwazji rosyjskiej na Ukrainę, przez co okoliczności zdarzenia i liczba ofiar nie zostały w wiarygodny sposób zbadane i wynikają z oświadczeń stron zaangażowanych w konflikt.

## Wypadek
24 stycznia 2024 roku w rejonie Jabłonowa rozbił się wojskowy samolot transportowy Ił-76M nr RF-86828 ze 117 Pułku Transportowego rosyjskich Wojskowych Sił Powietrznych.
Według rosyjskich urzędników samolot przewoził 65 ukraińskich jeńców na wymianę do obwodu biełgorodzkiego.
Według proboszcza wsi do katastrofy doszło na polu około 5–6 km od Jabłonowa.
Według Wiktora Bondariewa przed katastrofą załoga zgłosiła zewnętrzne uderzenie.
Gubernator obwodu biełgorodzkiego Wiaczesław Gładkow powiedział, że nikt nie przeżył katastrofy. Na miejsce wypadku przybył personel ratunkowy oraz zespół śledczy wysłany przez Siły Powietrzno-Kosmiczne Federacji Rosyjskiej.

## Reakcje

### Rosja
MSZ Rosji oskarżyło Ukrainę o zestrzelenie samolotu, nazywając to atakiem terrorystycznym i sugerując, że samolot został zestrzelony dwoma rakietami Patriot lub IRIS. Ministerstwo nie przedstawiło dowodów na atak rakietowy ze strony Ukrainy.
Minister Spraw Zagranicznych Siergiej Ławrow nazwał incydent ukraińską „zbrodnią” i wezwał do pilnego zwołania posiedzenia Rady Bezpieczeństwa ONZ w celu zażądania wyjaśnień od Ukrainy. Posiedzenie wyznaczono na 25 stycznia.
Ministerstwo Obrony Rosji powołując się na systemy radarowe Rosji stwierdziło, że samolot został zestrzelony przez dwie rakiety wystrzelone ze wsi Łypci.
Przewodniczący komisji obrony rosyjskiej Dumy Państwowej Andriej Kartapołow stwierdził, że drugi samolot lecący do transportu 80 ukraińskich jeńców wojennych po incydencie zmienił kurs, dodając, że „nie może teraz być mowy o jakichkolwiek innych wymianach [więźniów]”.

### Ukraina
Ukraińska Prawda początkowo informowała, że zestrzelenie Ił-76 jest wynikiem działań ukraińskiej armii. Później to zostało usunięte. Ukraina niezmiennie twierdzi, że rozbity transportowiec nie transportował ukraińskich żołnierzy, tylko rakiety S-300 Patriot lub IRIS-T.
Ukraińska agencja odpowiedzialna za jeńców wojennych ostrzegła, że Rosja „aktywnie prowadzi specjalne operacje informacyjne przeciwko Ukrainie, których celem jest destabilizacja ukraińskiego społeczeństwa”.
Ministerstwo Obrony Ukrainy poinformowało, że nie może potwierdzić, że w samolot uderzyły Siły Obronne Ukrainy, gdyż „okoliczności są w dalszym ciągu wyjaśniane”.
Według rzecznika Głównej Dyrekcji Wywiadu Ukrainy na dzień katastrofy zaplanowano wymianę więźniów między Rosją a Ukrainą, co jednak nie nastąpiło, mimo to nie potwierdził on wersji o jeńcach na pokładzie samolotu.
Komentatorzy zwracali uwagę, że wersja o jeńcach na pokładzie samolotu wydaje się rosyjską akcją dezinformacyjną, gdyż zdjęcia rozbitego samolotu nie pokazywały ciał (tym bardziej takiej znacznej liczby ludzi), a opublikowana lista domniemanych pasażerów zawierała kilkanaście nazwisk jeńców już wymienionych 3 stycznia. Samolot miał również startować w kierunku Czkałowska pod Moskwą, a nie podchodzić do lądowania.